# Гъжва (род)
Гъ̀жвата (Sesleria) е род тревисти многогодишни растения от семейство Житни. Разпространени са в западна Евразия и северна Африка: от Испания на запад до Кавказ и Иран на изток, и от Исландия на север до Либия и Ливан на юг. Най-високо видово разнообразие е налице на Балканския полуостров, и донякъде в Италия.
Типична за гъжвите е полиплоидността: с изключение на няколко диплоидни (2x) вида, повечето видове се характеризират с тетраплоидност (4x), като също често се среща октоплоидност (8x), а додекаплоидността (12x) е засвидетелствана, макар и рядко.
Този род съдържа около 30 вида, 15 от които се срещат в България:
- S. alba – източна/югоизточна Европа и западна Азия;[3] в България е разпространена в южното Черноморие и Странджа.[4]
- S. argentea (синя гъжва)[5] – южна Европа и северна Африка,[6] като в България е засвидетелствана по южното Черноморие.[4]
- S. autumnalis – югоизточна Европа и Кавказ;[7] в България се среща по южното Черноморие.[4]
- S. bielzii – Карпатите и Балканския полуостров; в България расте над 1000 м надморска височина в Стара Планина, Витоша и Рила.[4]
- S. caerulea (гълъбова гъжва)[8] – разпространена в голяма част от Европа;[9] в България расте по варовити скалисти пасища[8] в централна и западна Стара планина, западна Средна гора, Тунджанската равнина и средните Родопи.[4]
- S. coerulans (гълъбовосиня гъжва) – Карпатите и Балканския полуостров; в България расте по скалисти места в западна и централна Стара планина, Витошкия район, Рила, Пирин и планините по границата със Северна Македония.[8][4][10]
- S. comosa (качулата или (високо)планинска гъжва),[11] – Балкански полуостров; в България разпространена по силикатни пасища и каменисти склонове във всички високи планини.[8][4][12]
- S. filifolia[13] – Балкански полуостров; в България се среща между 500 и 800 м надморска височина в западна и централна Стара планина.[4]
- S. korabensis – Балкански полуостров; в България: над 1500 м надм. вис. в Пирин и Славянка.[4][14]
- S. latifolia (широколистна гъжва) – по сухи каменисти склонове на Балканския полуостров и из цяла България.[4][8][15]
- S. rhodopaea (родопска гъжва) – български ендемит, за първи път описан през 2012 г; представен единствено в средните Родопи.[16][4]
- S. rigida (твърда гъжва) – Балкански полуостров и Карпатски район; расте по сухи каменисти места, обичайно на варовит терен; в България е представена в Стара планина, Предбалкана, Средна гора, Краище, районът около София и Витоша, планините по границата със Северна Македония, Пирин и средните Родопи.[4][8][17]
- S. robusta – югоизточна Европа; в България се среща над 1000 м надм. вис. в западна Стара планина, западна Средна гора и Славянка.[4][18]
- S. tenuifolia – югоизточна Европа[19] и Италия;[20] в България се среща в Краище и в Софийския район.[4]
- S. uliginosa[21] – централна Европа; в България се среща в Тунджанската равнина.[4]

## Галерия
- Клас на S. argentea
- Клас на S. autumnalis
- S. caerulea
- S. robusta
- Клас на S. robusta